# أماندا بالمر
أماندا ميكانين جيمان بالمر (بالإنجليزية: Amanda Palmer) (وُلدت في أبريل عام 1976) هي مغنية أمريكية، ومؤلفة أغان، وعازفة، وكاتبة، بالإضافة إلى أنها فنانة استعراضية، إذ كانت المطربة الرئيسية وعازفة البيانو وكاتبة الأغاني في الفرقة الثنائية دريسدن دولز.

## نشأتها
وُلدت أماندا ماكنين بالمر في مستشفى جبل سيناي، في مدينة نيويورك، وعاشت في ليكستنغتون، ماساتشوستس. تطلّق والداها عندما بلغت عامًا من عمرها، ونادرًا ما كانت ترى والدها خلال طفولتها.
التحقت بمدرسة ليكسينغتون الثانوية، حيث انضمت إلى قسم المسرح، وحاضرت في جامعة ويسليان، وكانت عضوًا في مجتمع انتقائي. أخرجت عروضًا مسرحية من أعمال فرقة ذا ليجندري بينك دوتس التي كانت مصدر إلهام لها، وانضمت إلى قائمة البريد الإلكتروني الخاصة بالفرقة، كلاود زيرو.[بحاجة لمصدر] أسست بعد ذلك منظمة شادوبوكس، وكرستها لعروض الشارع إذ أقامت العروض المسرحية (مثل مسرحية فندق بلانك في عام 2002، التي أخرجتها بنفسها). كانت مؤلفة كتب الأطفال جودي بلوم مصدر إلهام لها أيضًا.

بسبب اهتمامها بمختلف مجالات الفنون المسرحية، من الموسيقى والمسرح، أمضت وقتها تتجول وتغني في الطرقات كصورة حية لتمثال العروس ذات الأصابع الثمانية في ساحة هارفرد في مدينة كامبردج، ماساتشوستس؛ ومدينة إدنبره، اسكتلندا؛ وأستراليا (حيث التقت بجاسون ويبلي)؛ بالإضافة إلى أماكن أخرى. أشارت إلى ذلك في ألبومها المسجل ذا دريسدن دولز، الذي اختارت اسمه بنفسها، في أغنية «ذا بيرفيكت فيت»:
«أستطيع رسم وجهي
والوقوف ساكنةً، ساكنةً جدًا
قد لا يكون مريحًا

لكنه لا يزال يدفع الفواتير»
وفي نص أغنية «غلاس سليبر» من ألبوم إيه إز فور أكسيدنت:
«أعطي الزهور
للغرباء الفضوليين

بينما يلقون الدولارت على قدميّ »

## مسيرتها المهنية

### فرقة ذا دريسدن دولز

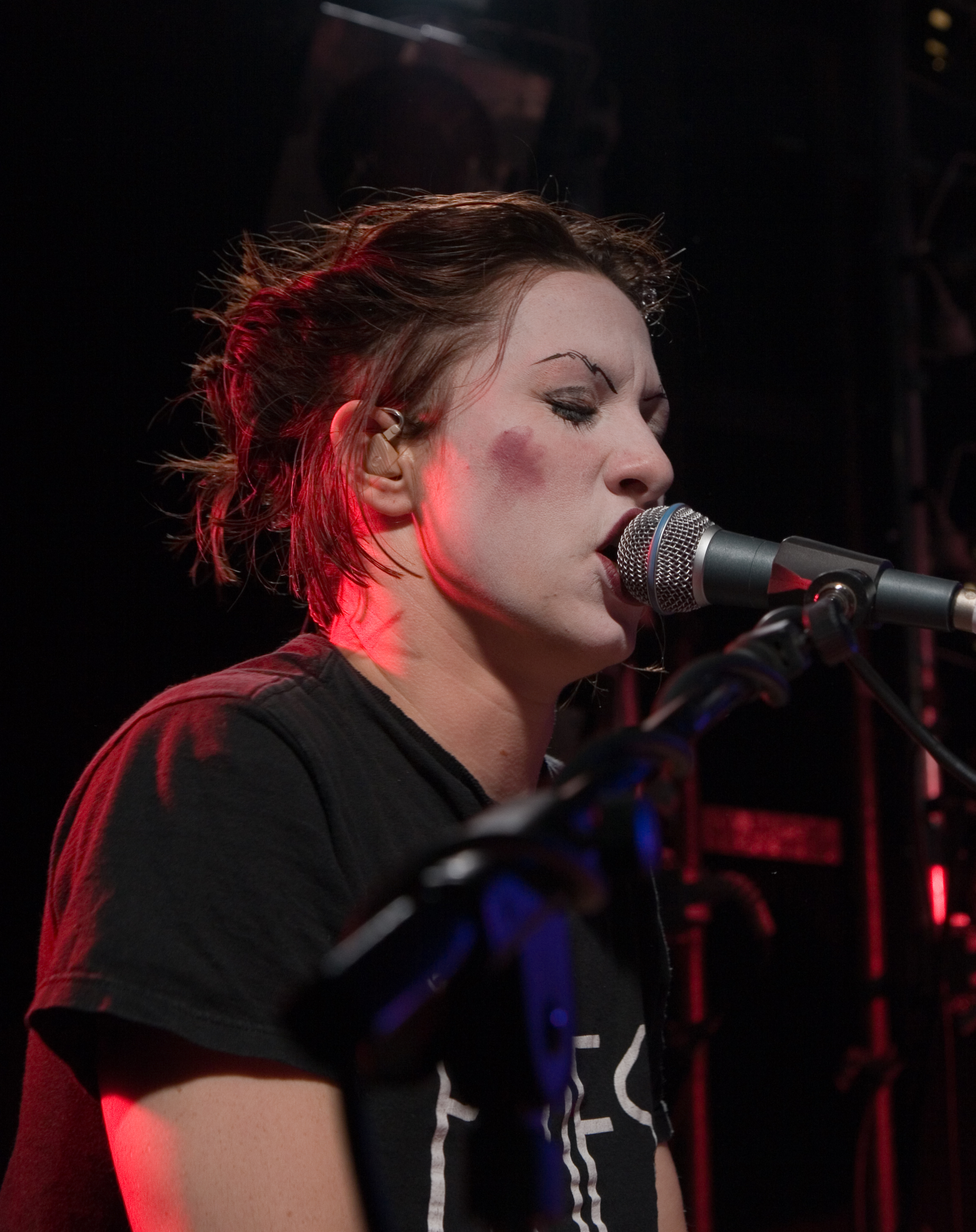
بالمر في أثناء قيامها باستعراض مسرحي مع فرقة ذا دريسدن دولز في حانة كينغز آرمز في أوكلاند، نيوزلندا في سبتمبر عام 2006

في حفل الهالووين لعام 2000، التقت بالمر قارعَ الطبل براين فيغلايون وأسسا بعد ذلك فرقتهما ذا دريسدن دولز. دعت بالمر طلاب مدرسة ليكسينغتون الثانوية لتقديم العروض المسرحية في أثناء البث المباشر لعروض الفرقة بغية تطوير أداء الفرقة وزيادة تفاعل الناس معها، تطور الأمر حتى تشكلت ديرتي بيزنس بيرغيد، وهي مجموعة من الفنانين المتمرسين الجدد الذين يقدمون الكثير من العروض المسرحية.
سجلت الفرقة ألبومها المسمى باسم الفرقة ذا دريسدن دولز وأخرجه مارتن بيسي في عام 2002، بعد أن طوّرت مجموعة أتباع. أصدروا الألبوم قبل توقيع العقد مع وكالة رودرنر ريكوردز.[بحاجة لمصدر]
نُشر كتاب ذا دريسدن دولز كومبينيون في عام 2006، واحتوى كلمات وموسيقى وأعمالًا فنية لأماندا بالمر. كتبت فيه عن تاريخ الفرقة وتاريخ الألبوم، بالإضافة إلى مقتطفات من سيرتها الذاتية. يحتوي هذا الكتاب أيضًا على كل الكلمات، والترنيمات، والطبقات لكل أغنية في الألبوم الذي ألّفته بالمر، وهو مرفق بشريط فيديو يتضمن مقابلة مع أماندا تتحدث فيه عن الكتاب لمدة عشرين دقيقة.
شاركت بصفتها عضوًا من فرقة ذا دريسدن دولز في جولة موسيقية في مهرجان ترو كولورز تور 2007، ويتضمن ذلك عرضها الأول في مدينة نيويورك في راديو سيتي ميوزك هول، ومقابلتها الأولى مع صحيفة نيويورك تايمز.
أصدرت الفرقة كتابها الثاني بعنوان فرجينيا كومبينيون، ويعتبر مكملًا لكتاب ذا دريسدن دولز كومبينيون، إذ تميز بموسيقى وكلمات ألبوم يس، فرجينيا... (2006) وألبوم نو، فرجينيا... (2008)، اللذين أخرجهما شون سليد وبول كولديري.[بحاجة لمصدر]

### ذي أونيون سيلار آند كاباريه
استوحت بالمر ذي أونيون سيلار للموسيقى والإنتاج مرتكزة على قصة قصيرة من رواية طبل الصفيح للكاتب غونتر غراس. منذ ديسمبر عام 2006 وحتى يناير عام 2007، أدّت فرقة ذا دريسدن دولز عرضًا مسرحيًا بالتعاون مع مسرح رابرتوري الأمريكي في مسرح زيرو آرو في كامبريدج، ماساتشوستس. على الرغم من شعور أماندا بالإحباط في أثناء العرض بشكل واضح، كانت ردة فعل المشجعين والجمهور إيجابية جدًا.
عادت أماندا بعد ذلك إلى الغناء المنفرد في مسرح رابرتوري الأمريكي في خريف عام 2010، ولمدة شهرين من عرض سلسلة كابريه، بدور إيمسي.

### إعادة توحيد فرقة ذا دريسدن دولز
أُعيد لم شمل فرقة ذا دريسدن دولز وقامت بجولة في الولايات المتحدة في عام 2010 ابتداءً من عيد الهالووين في مدينة نيويورك، وانتهاءً بليلة رأس السنة في سان فرانسيسكو. قدمت عرضين في أستراليا والمكسيك في عام 2011، وسبعة عروض في أستراليا ونيوزلندا في عام 2012، وعروضًا في كينغستن، ونيويورك، وبوسطن، وبروكلن في شهر أغسطس من عام 2016. قدمت أيضًا عرضًا لعيد الهالووين في العاصمة واشنطن، فضلًا عن ثلاثة عروض في نوفمبر من عام 2017 في بارادايس روك كلوب في بوسطن، وأعلنت مؤخرًا (مايو 2018) عن برنامجين لتوحيد الفرقة مجددًا في عيد الهالووين في عام 2018 في بريطانيا.

### إيفيلين إيفيلين

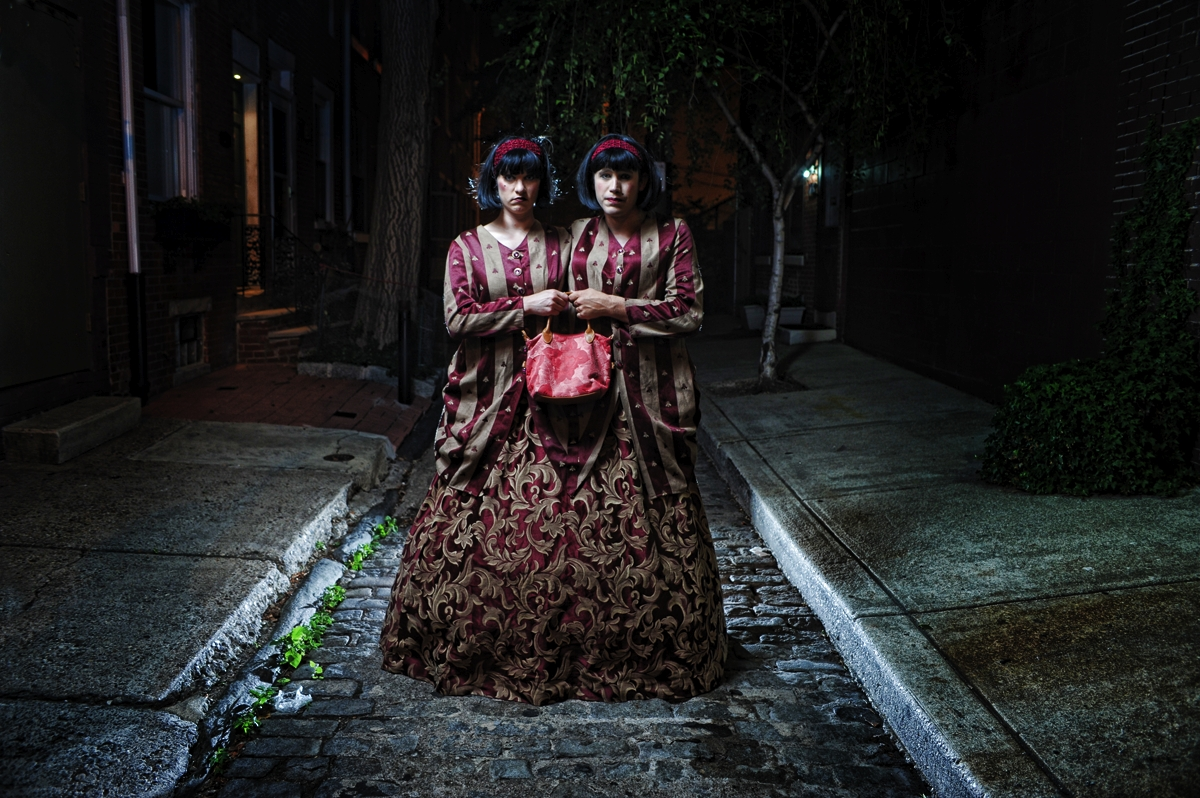
بالمر (على يسار الصورة) عندما كانت فردًا من ثنائي إيفيلين إيفيلين مع جاسن ويبلي.

أصدرت بالمر بالتعاون مع جاسن ويبلي ألبوم إيليفنت إيليفنت لأول مرة في سبتمبر من عام 2007 بواسطة إيفيلين ريكوردز التابعة لجاسن. أُصدر ألبوم الفرقة الكامل بعنوان إيفيلين إيفيلين في الثلاثين من شهر مارس عام 2010، وقامت الفرقة بعد ذلك بجولة موسيقية حول العالم.

### الأعمال المنفردة
أحيت بالمر ثلاث حفلات (في بوسطن، وهوبكن، ونيويورك) بيعت فيها كل التذاكر في يونيو من عام 2007، إذ أطلت بشكل جديد مع فرقة للروك البديل من بوسطن تُسمى أبردين سيتي. أقاموا حفلًا مع ديكسي ديرت في أغسطس من عام 2007، وقامت أماندا بجولة موسيقية للعروض المسرحية في خيمة شبيغلتنت والعديد من الأماكن الأخرى في مهرجان إدنبرة فرينغ في اسكتلندا، وقدمت عرضًا على القناة البريطانية بي بي سي تو ضمن برنامج ذي إدنبرغ شو. تعاونت مع شركة المسرح الأسترالية، ذا دينجر إنسامبل؛ ظهروا مجددًا معًا في ديسمبر من عام 2007 في خيمة شبيغلتنت في ميلبورن وفي أماكن أخرى في أرجاء أستراليا.
في يونيو من عام 2008، حققت أماندا عملها المنفرد بعد عرضين ناجحين قدمتهما مع أوركسترا بوسطن بوبس.

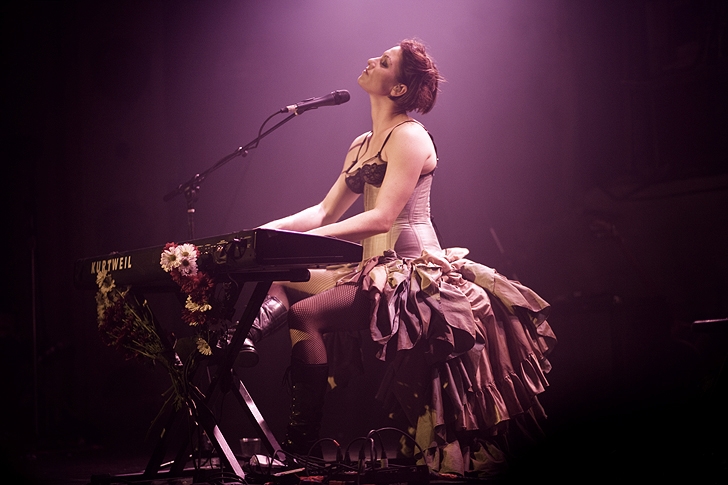
أُخذت هذه الصورة في أثناء جولتها الموسيقية للترويج لألبومها المنفرد الأول هو كيلد أماندا بالمر.

أُصدر ألبومها المنفرد الأول، هو كيلد أماندا بالمر، في 16 سبتمبر عام 2008. أخرج بين فولدس الألبوم، وشارك بالعزف فيه أيضًا. كان عنوان الألبوم اقتباسًا عن تعبير استخدمه المعجبون خلال مشاركتها في برنامج توين بيكس التلفزيوني؛ «من قتل لورا بالمر؟». صدر في يونيو من عام 2009 كتاب مرافق للألبوم يحتوي على صور لأماندا تبدو فيها وكأنها تعرضت للقتل، حمل عنوان من قتل لورا بالمر: مجموعة من الأدلة الفوتوغرافية، وتميز بصور التقطها كايل كاسيدي، وقصص كتبها نيل غيمان، وكلمات من الألبوم نفسه.
تشير أغنية «سترينث ثرو ميوزك»، من ألبوم هو كيلد أماندا بالمر، إلى أوغست ستريندبرغ. تحتوي الأغنية على مقطع صوتي لبرنامج رسوم كارتوني على الويب يسمى ستريندبرغ آند هيليوم، إذ اقتبست الأغنية مقطعًا من هذا العمل.[بحاجة لمصدر]
في أواخر عام 2008، قامت بالمر بجولة موسيقية مع جاسن ويبلي، وزوي كيتينغ، وفرقة ذا دينجر إنسامبل، وغنّت معظم الأغاني من ألبومها المنفرد الأول. أدت أماندا أكثر عروضها بقدم مكسورة بعد أن دهستها سيارة في أثناء محاولتها عبور الشارع في فترة إقامتها في بلفاست، أيرلندا الشمالية. عزفت في مهرجان كوتشيلا فالي للموسيقى والفنون في أبريل من عام 2009.
في عام 2009، عادت بالمر إلى مدرستها الأصلية، مدرسة ليكسينغتون الثانوية في ماساتشوستس، لتلتقي المخرج والمعلم القديم ستيفن بوجارت، ويعملا على مسرحية جديدة من إنتاج ديبارتمنتس سبرينغ للإنتاج. كانت مسرحية ويذ ذا نيدل ذات سينغس إن هير هارت مستوحاة من ألبوم فرقة نيتشرال ميلك هوتيل، إن ذي آيربلان أوفر ذا سي، وكتاب مذكرات آن فرانك.
أجرى الصحفي أفيشاي آرتسي التابع للشبكة الأمريكية الوطنية للإذاعة العامة إن بي آر مقابلة مع كادر عمل برنامج أُول ثينغس كونسيدرد.
بدأت بالمر باستخدام القيثارة في إحدى حفلاتها الموسيقية عن طريق الصدفة، لكنها أصبحت جزءًا من عروضها المسرحية الأخرى. أصدرت ألبومًا كاملًا مع أنغام القيثارة: أماندا بالمر بيرفورمز ذا بوبيولر هيتس أوف راديوهيد أون هير ماجيكال يوكيليلي (أماندا بالمر تؤدي أشهر أغانيها على إذاعة الراديو باستخدام قيثارتها السحرية).
أعلنت بالمر عبر مدونتها أنها أطلقت ألبومًا جديدًا في أبريل من عام 2010 بعد حصولها على التمويل الكافي للألبوم من منصة كيكستارتر. تبرع لها 24,883 شخصًا ووصلت قيمة التبرعات إلى 1,192,793 دولارًا. كان هذا الرقم أعلى قيمة تبرعات يحصل عليها مشروع ألبوم موسيقي. أثارت الكثير من الجدل بعد ذلك خلال جولتها الموسيقية وطلبت من الموسيقين المحليين التطوع معها في الحفلة.
أُصدر ألبومها ثياتر إز إيفل، الذي سجلته بالتعاون مع ذا غراند ثيفت أوركيسترا، من إنتاج جون كونغلتون في سبتمبر من عام 2012.
في نوفمبر من عام 2012، أصدرت بالمر أول فيديو مصور لأغنية «دو إت ويذ ذا روكستار» من ألبومها ثياتر إز إيفل على موقع ذا فلامينغ ليبس. شارك بإنتاج هذا الفيديو وإخراجه وين كوين، وهو المغني الرئيسي في فرقة فلامينغ ليبس. تبعتها أغان مصورة أخرى بعنوان «ذا كيلينغ تايب» و«ذا بيد سونغ».
افتتحت أماندا مركز لينكولن للفنون المسرحية لأول مرة في أغسطس من عام 2013.
في نوفمبر من عام 2014، عرضت أماندا مذكراتها للبيع بعنوان فن السؤال التي تحدثت عنها بالتفصيل على منصة تيد في فبراير من عام 2013. حاز الكتاب على أعلى نسبة مبيعات في نيويورك تايمز. تلقى الكتاب الكثير من الانتقاد أيضًا وخصوصًا من الإذاعة الوطنية العامة.
بدأت أماندا بالتشجيع على الدعم المالي على منصة التمويل الجماعي باتريون. تحدثت في مهرجان هاي لعام 2015 عن إمكانية التوفيق بين الفن والأمومة. سُجل حديثها في راديو بي بي سي 4، وبُثّ في 21 يونيو من عام 2015. كانت حكمًا ضمن لجنة جوائز الموسيقى المستقلة السنوية في نسختها الرابعة عشرة.

## وصلات خارجية
- أماندا بالمر على موقع IMDb (الإنجليزية)
- أماندا بالمر على موقع ميوزك برينز (الإنجليزية)
- أماندا بالمر على موقع رولينغ ستون (الإنجليزية)
- أماندا بالمر على موقع إن إن دي بي (الإنجليزية)
- أماندا بالمر على موقع أول ميوزيك (الإنجليزية)
- أماندا بالمر على موقع ديسكوغز (الإنجليزية)
- أماندا بالمر على موقع قاعدة بيانات الفيلم (الإنجليزية)
- أماندا بالمر في قاعدة بيانات الأفلام على الإنترنت